# Mănăstire (okręg Alba)
Mănăstire – wieś w Rumunii, w okręgu Alba, w gminie Lupșa. W 2011 roku liczyła 76 mieszkańców.